# Château de Komakiyama

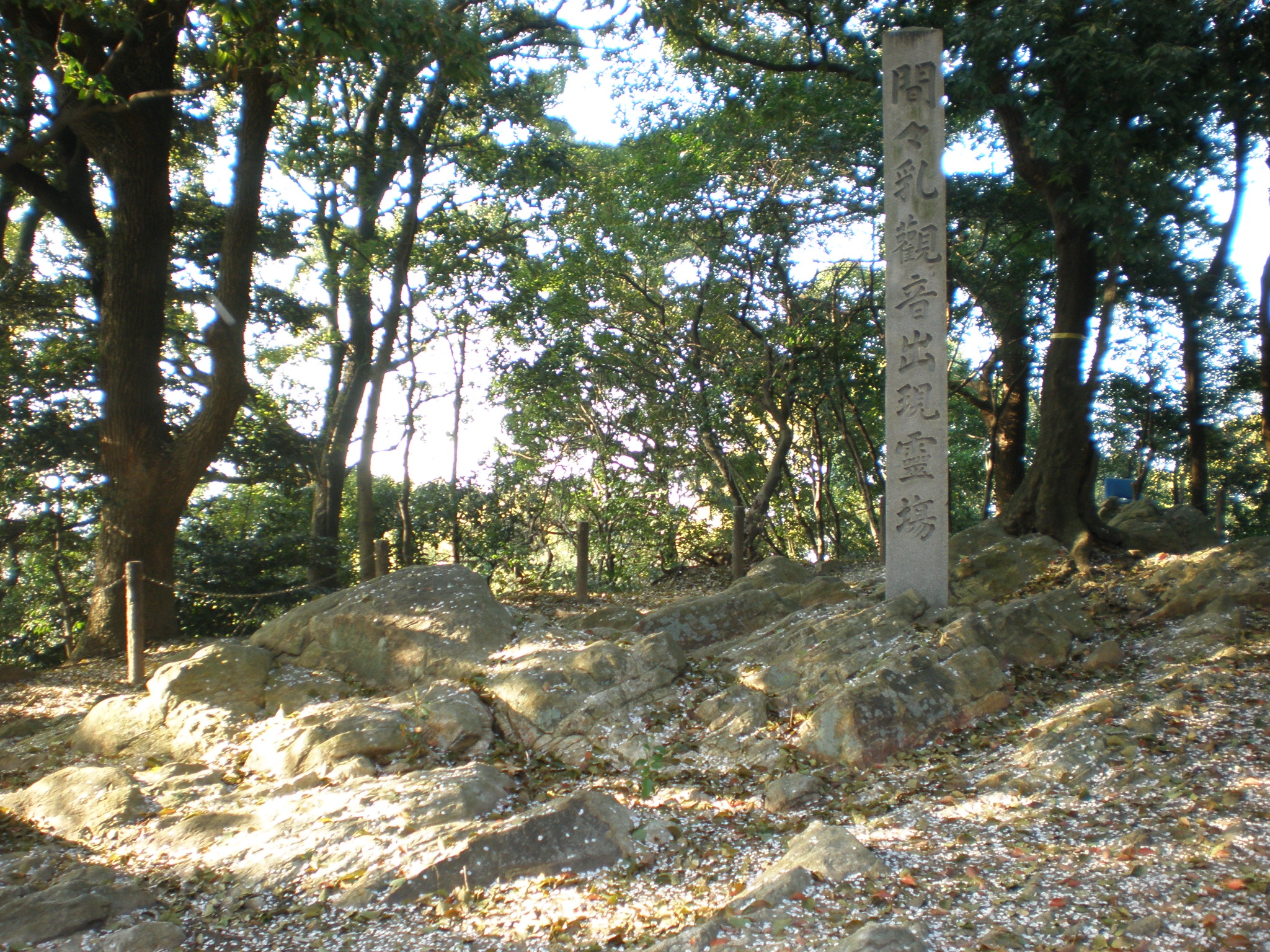
Emplacement de l'ancien château.

Le château de Komakiyama est un château japonais situé sur le mont Komaki (小牧山, Komakiyama) dans la ville de Komaki, préfecture d'Aichi au Japon. Il est construit en 1563 sur ordre d'Oda Nobunaga.
Le château est surtout connu pour la bataille de Komaki et Nagakute de 1584, quand Tokugawa Ieyasu s'en sert pour base de ses opérations.
L'emplacement de l'ancien château est à présent un parc dans lequel se trouvent plusieurs vestiges du château dont un puits, des pans de murs de pierre et des artefacts plus anciens.